# Attila Kerekes
Attila Kerekes (ur. 4 kwietnia 1954 w Budapeszcie) – węgierski piłkarz występujący na pozycji obrońcy.

## Kariera klubowa
Kerekes zawodową karierę rozpoczynał w 1972 roku w zespole Békéscsaba. Jego barwy reprezentował przez 13 lat. W tym czasie rozegrał tam 294 spotkania i zdobył 14 bramek. Z zespołem nie odniósł jednak sukcesów. W 1985 roku wyjechał do Turcji, by grać w tamtejszym Bursasporze. W 1986 roku zdobył z nim Puchar Turcji. W 1987 roku, po 2 latach spędzonych w Bursasporze, wrócił do Békéscsaby. W 1988 roku Kerekes odszedł do austriackiego ASK Marienthal, gdzie w 1990 roku zakończył karierę.

## Kariera reprezentacyjna
W reprezentacji Węgier Kerekes zadebiutował 30 kwietnia 1976 roku w wygranym 1:0 towarzyskim spotkaniu ze Szwajcarią. W 1982 roku został powołany do kadry na Mistrzostwa Świata. Zagrał na nich w meczu z Belgią (1:1). Z tamtego turnieju Węgry odpadły po fazie grupowej. W latach 1976–1983 w drużynie narodowej Kerekes rozegrał w sumie 15 spotkań.